# Osobní branding
Osobní branding je proces, pomocí kterého dochází k budování osobní značky, která vyznačuje, čím daný člověk je a co dělá. Je v podstatě určena k prezentaci a propagaci, během které napomáhá k budování image a názoru ostatních. Daná značka (brand) je poté přiřazována ke všemu, co daný člověk vytvoří a charakterizuje tak jeho styl, postoje či myšlenky.
Proces osobního brandingu lze charakterizovat několika definicemi, které vesměs vyjadřují, že budování vlastní značky znamená něco více než vaše jméno, identitu a image. Jedná se o souhrn toho, co musíte dělat, abyste se odlišili od ostatních a co propagujete jako vaše sdělení. V souhrnu jde o sebeprezentaci na veřejnosti a marketingovou taktiku.

## Historie
Osobní branding byl poprvé představen v roce 1937 v knize Think and Grow Rich od autora jménem Napoleon Hill. Zde v kapitole 6, Organized Planning, Planning the Sale of Services, autor uvádí: „To by nás mělo podpořit znát prakticky všechna velká bohatství začínající formou kompenzace za osobní služby, anebo prodejem nápadů.“ Tuto ideu podpořili autoři Al Ries a Jack Trout v roce 1981 ve své knize Positioning: The Battle for your Mind. Konkrétně v kapitole 23: Positioning Yourself and Your Career – Můžeš mít užitek z používání positioning strategie k vylepšení své vlastní kariéry. Klíčový princip: Nepokoušej se dělat vše sám, najdi si koně, na kterém pojedeš“, Později to bylo spopularizované díky Tomovi Petersovi.

## Branding a současnost
V současnosti se branding dostává na úplně novou úroveň a to převážně díky rostoucímu významu a užívání internetu. Vývoj a růst tohoto virtuálního světa klade důraz na vytváření značek, které prezentují identitu online. Sociální média a online značky poté mají schopnost ovlivnit názor v reálném světě, což je pro lidi, kteří chtějí uspět velmi důležité.
Jako příklad využívání osobní značky je možné uvést současné zaměstnavatele, kteří čím dál více používají sociální média a celkově internet k tomu, aby zjistili více o potenciálních zaměstnancích, kteří se uchází o práci v jejich společnosti. V současnosti velmi využívané sociální sítě, mezi které patří například Facebook, Twitter či například LinkedIn, jsou schopny těmto lidem poskytnout různé informace k vytvoření prvního dojmu a představy o člověku.

## Jak funguje branding
Osobní značka určitého člověka funguje především ve vnímání okolí a často je spojována s pověstí. Dá se tedy říci, že značkou je to, co se zobrazuje v mysli ostatních lidí, tedy ten styl, kterým se prezentujeme navenek. Branding se tedy obecně soustřeďuje na vytváření správné představy v myšlenkách lidí, na které je zacílen.
Branding rovněž využívá tzv. přístupové body, které jsou buď vytvořené námi, nebo je naopak není možné ovlivnit. Přístupové body mohou být online, ale i offline a patří mezi ně například přednášky, články v časopisech, osobní blogy, sociální sítě apod. Díky těmto bodům si lidé začnou vytvářet určitou představu, na základě které se mohou rozhodnout nás oslovit či doporučit někomu jinému. Tato představa již odpovídá značce, která nás reprezentuje na veřejnosti.

## Jak budovat osobní značku
Na začátku je nejdůležitější analýza své vlastní osobnosti a přesná definice cílů do budoucna, které chce člověk dosáhnout. Součástí je tzv. osobní SWOT analýza, která napomáhá k objasnění silných a slabých stránek, příležitostí a hrozeb. Slouží k nalezení oboru anebo činnosti, v rámci které má člověk šanci uspět.
„Etablované osobní značky znají své vize, poslání, hodnoty, jsou si vědomy svých silných stránek a v lepším případě i svého „diferenciátora“. A samozřejmě, rozumějí své cílové skupině.“
Při budování osobní značky existuje hned několik základních online i offline pilířů, kterým je potřebné věnovat pozornost. Je důležité zajistit si jméno domény a webové stránky, které pomáhají potenciálním klientům či zaměstnavatelům nás najít. To samé platí u sociálních sítí. Mezi offline prvky patří vizitky, které slouží hlavně při osobním střetnutí. Měli by být kreativní a originální, díky čemu vystoupíme z davu a můžeme zaujmout jejich adresáta.
Když člověk nastartuje svůj osobní branding, je velmi těžké se hned zviditelnit. Proto je nevyhnutné objevovat se právě na místech, kde tráví čas naše cílová skupina a získat si její pozornost. Přesah spočívá v poskytování hodnoty publiku, které chceme zasáhnout. Člověk lidem (např. prostřednictvím příspěvku na blogu) poskytuje hodnotu a na oplátku dostává šanci „prodat se“ tomuto publiku. Díky silné osobní značce pak můžeme získat povědomí profesionála v daném oboru, přitáhnout potenciální klienty a také nové spolupracovníky, či zajímavé kontakty. V silně konkurenčním prostředí je víc než potřebné vyčnívat z davu a dávat o sobě vědět, protože člověk může být sebelepší odborník ve svém oboru, ale pokud se k němu klienti nedostanou, nemá šanci na úspěch. Většina z nich kromě toho přemýšlí právě tak, že kdo je známý, ten je také dobrý a spolehlivý.